# Словацкие призывники
Словацкие призывники или Словацкие воины (словац. Slovenskí Branci,  сокращ. SB) — незарегистрированная военизированная молодёжная организация, действовавшая в Словакии с 2012 года. Организация была основана как незарегистрированный клуб самообороны, а с апреля 2016 года вела деятельность под эгидой общественного объединения NAŠA VLASŤ JE BUDUČNOŞ, которое называла своим «гражданским отделом». Организация сотрудничала с рядом радикальных словацких и российских (преимущественно прокремлёвских) организаций.
Организация насчитывала около 200 членов. В октябре 2022 года она объявила о прекращении деятельности.

## Политическая ориентация
С момента своего создания SB позиционировала себя как идеологически нейтральную организацию гражданской самообороны, подчёркивали свою «пронациональную ориентацию», а также на словах выступили против нацизма и фашизма (в ответ на претензию о схожести их логотипа со значком Гитлерюгенда).
На праздновании 7-й годовщины создания SB 5 января 2019 года в Трнаве выступил прокремлёвский политик Ян Чарногурский, заявивший в своей речи: «Если бы НАТО и США втянули словацких солдат в конфликт против Российской Федерации (что они изо всех сил пытаются сделать), они бы не получили словацких призывников, те бы предпочли быть по другую сторону».
Даниэль Мило, исследующий экстремизм словацкий адвокат по уголовным делам и бывший сотрудник отдела профилактики преступности Управления министра внутренних дел Словацкой Республики в интервью Denník N заявил, что SB «защищает интересы, которые противоречат интересам безопасности Словакии […] … их позиции противоречат, например, тому, что написано в официальных стратегических документах государства».

### Союзники
По данным Министерства внутренних дел Словацкой Республики на 2012 год, группировка была связана с экстремизмом и экстремистскими организациями, но сама на тот момент не входила в число экстремистских структур.
Формально SB не была связана ни с какой другой организацией или политической партией, однако их страница в Facebook доказывает их симпатии и сотрудничество с к такими субъектами, как LSNS, SP и (по заявлениям членов SB, примерно до середины 2012 года) крайне правым общественным объединением, открыто симпатизирующим режиму Словацкой Республики 1939—1945 годов, «Словацким движением возрождения».
Блогер Ян Бенчик указывал на связи глав SB с крайне правыми и пророссийскими политическими организациями: в частности история создания «Словацких призывников» связана с российской организацией «Народный собор». «Словацкие призывники» заявляли о своей связи с российскими военно-патриотическими отрядами (в частности казацкой ассоциацией «Стяг», занимавшейся организацией военизированных тренировок на территории подмосковных православных церквей) и физкультурным клубом «Сокол». Также организация сотрудничала со словацким отделением «Ночных волков» (российским мотоклубом и неофициальной военизированной организацией при российском правительстве).
Хотя SB как группа почти не вела публичной деятельности, открыто связывающей её с Россией, прокремлёвская позиция очень заметна среди её отдельных членов (таких как Ян Доваль, Томаш Бичкош и другие): многие из них подписаны в Facebook на страницы, продвигающие Владимира Путина и пророссийских сепаратистов в Новороссии, им же они публично выражают свои симпатии. Самая прямая связь SB с Россией — участие российских инструкторов из Народного собора в нескольких тренировках SB в 2012 году и участие нескольких членов SB в семинарах Russian Combat и летних тренировках в России. Со слов журналистов The Slovak Spectator, на 2015 год несколько выходцев из организации после начала войны на востоке Украины отправились воевать на стороне «ДНР» и «ЛНР».

## Организационная структура
По структуре SB делилась на региональные секции, которых в 2012 году было семь, в 2015 году — 11, в 2016 году — 12, а в 2019 — 17. Сама организация на своем сайте сообщала, что в 2017 году число её членов увеличилось до «примерно 170».

## История
Группа «Словацкие призывники» была создана в начале 2012 года Петером Шврчеком (на тот момент ему было 17 лет) после трёхнедельного курса обучения от российской организации «Народный собор» с участием бывшиих инструкторов спецназа. Вскоре группа стала заметной милитаризированной силой, обладающей патриотически-националистическим уклоном: сначала SB приняла в свои ряды несколько членов известных ультраправых групп и публично признала необходимость подготовки к внутренним и внешним военным угрозам. Позже они пытались позиционировать себя простыми патриотами, желающими защитить свою страну, выступая в виде добровольной национальной гвардии.
В начале 2015 года SB стала объектом пристального внимания СМИ после того, как один из её основателей и бывших членов — Мартин Кепрта — в ходе войны на Донбассе дал интервью российскому Первому каналу в качестве члена Интернациональной бригады № 15, сражавшейся в Донецком аэропорту и Дебальцево. После того, как его личность была раскрыта, он дал интервью нескольким крупным словацким СМИ, следствием чего SB стал предметом общественного внимания и дебатов. В ответ SB попытались дистанцироваться от Кепрта, заявив, что их цели законны и что SB сопротивляется попыткам других российских организаций получить контроль над ними.
11 октября 2022 года организация объявила о прекращении деятельности на своей странице в Facebook. Причина роспуска не указана.

## Реакции на SB
В начале августа 2018 года министр обороны Словацкой Республики Петер Гайдош объявил об изменении законов и нормативных актов, которые позволят профессиональным военнослужащим участвовать в подготовке таких организаций, как Словацкие призывники.

### Проверка деятельности
В июле 2018 года министр обороны Петер Гайдош подал ходатайство в Генеральную прокуратуру Словакии о проверке законности деятельности SB. Генеральный секретарь Службы Министерства обороны Словакии Ян Холько назвал тревожными очевидные попытки крайне правой политической партии Мариана Котлеба «Наша Словакия» «взять под контроль эту военизированную организацию».

## Покушение на Роберта Фицо
В среду, 15 мая 2024 года, в городе Гандлова произошло покушение на премьер-министра Роберта Фицо. Исполнитель убийства, 71-летний левый писатель Юрай Цинтула, ранее имел контакты с организацией «Словацкие призывники» и публично выражал им свою поддержку. По словам министра обороны Калиняка, преступник встретился с группой SB перед покушением, чтобы поговорить с ними и призвать группу не применять оружие.